# Supercampeonato Goiano de Futebol de 1952
O Super Campeonato Goiano de Futebol de 1952 (chamado também de Torneio Extra) foi a primeira, e única, edição do Super Campeonato Goiano, torneio organizado pela Federação Goiana de Futebol (FGF). 
Inicialmente, o torneio seria o terceiro turno do campeonato da federação contendo os times classificados da chave de Goiânia (campeonato goianiense) e da chave de Anápolis (citadino de Anápolis). Porém, a FGF decidiu torna-lo um campeonato à parte.
O título foi definido na antepenúltima rodada. O campeão foi o Goiânia ao derrotar a Anapolina, no Pedro Ludovico, por 2–0. . O Atlético Goianiense foi o vice-campeão.

## Regulamento
O Super Campeonato Goiano de 1952 foi disputado por cinco clubes que jogaram  entre si, em turno e returno, com o título ficando para a equipe que somou mais pontos.

## Participantes
| Equipe                   | Cidade   | Classificação                        | Estádio (mando)   | Participação | Títulos        |
| ------------------------ | -------- | ------------------------------------ | ----------------- | ------------ | -------------- |
| Anapolina                | Anápolis | Campeão Anapolino de 1952            | Manoel Demóstenes | 1ª           | 0 (não possui) |
| Atlético Goianiense      | Goiânia  | Vice-campeão Goianiense de 1952      | Antonio Accioly   | 1ª           | 0 (não possui) |
| Goiânia                  | Goiânia  | Campeão Goianiense de 1952           | Pedro Ludovico    | 1ª           | 0 (não possui) |
| Goiás                    | Goiânia  | Terceiro colocado Goianiense de 1952 | Pedro Ludovico    | 1ª           | 0 (não possui) |
| São Francisco Sport Club | Anápolis | Vice-campeão Anapolino de 1952       | Manoel Demóstenes | 1ª           | 0 (não possui) |

## Estádios

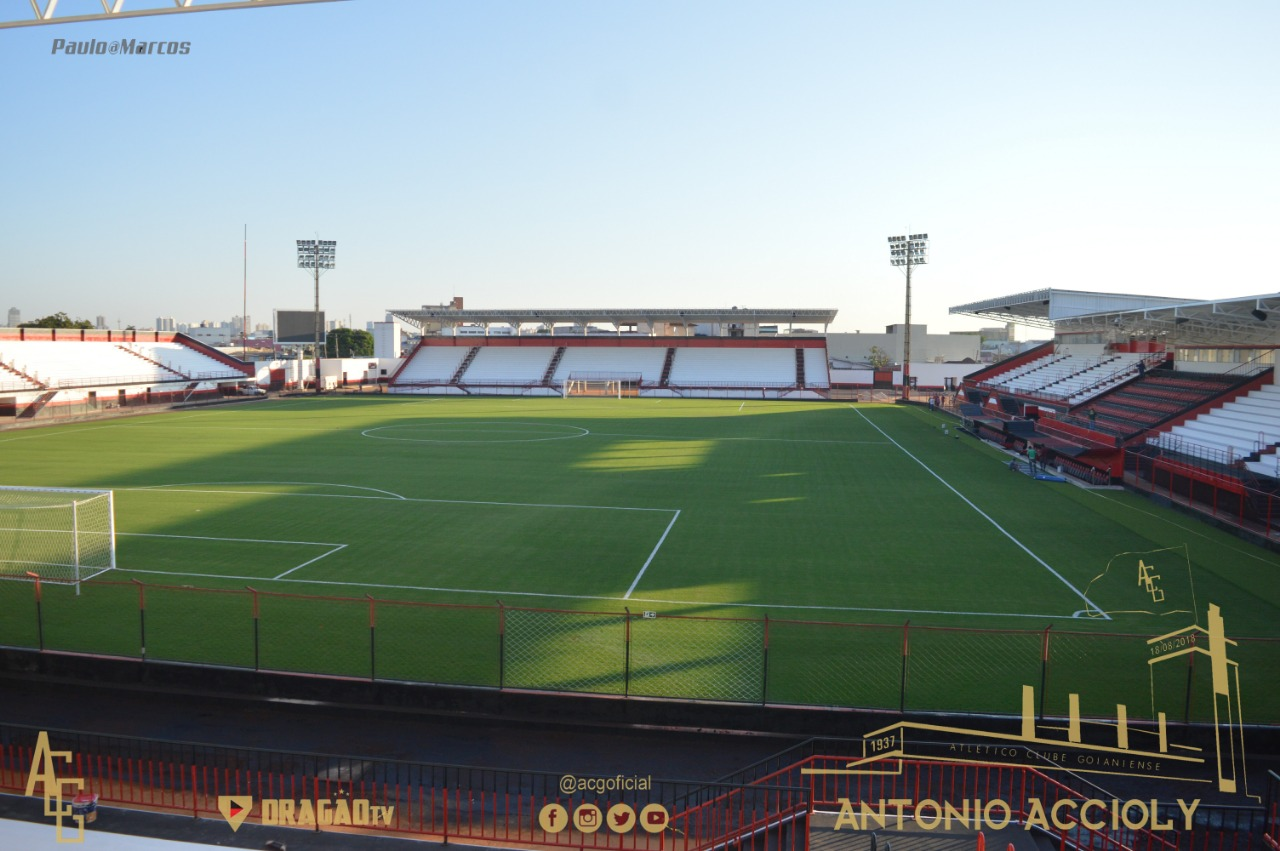
Antonio Accioly
Manoel Demóstenes
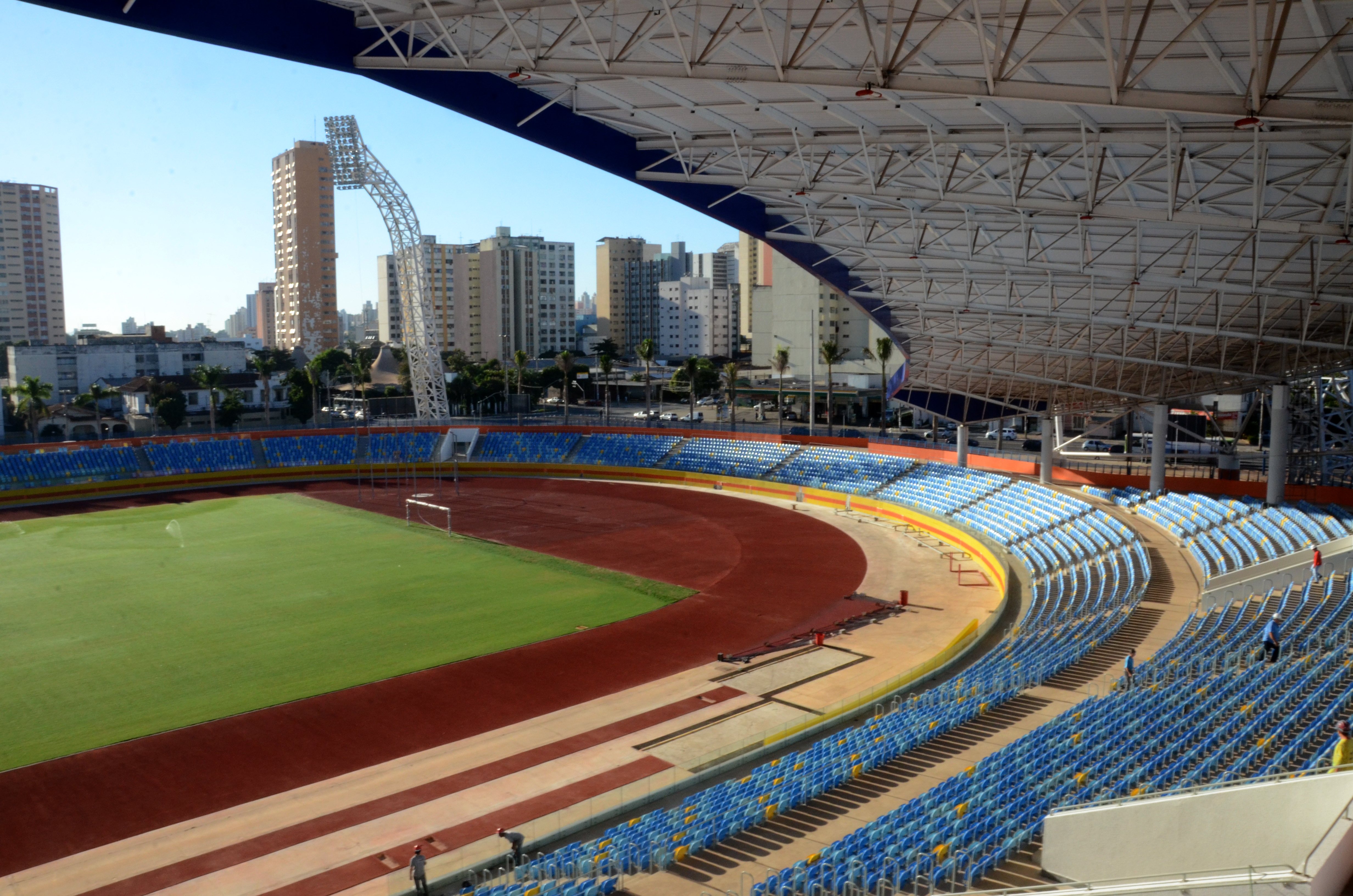
Pedro Ludovico

## Tabela

### Fase única
Primeira Rodada
| 14 de dezembro de 1952 | Goiás | 1 – 1  | Anapolina | Estádio Olímpico                  |
|                        | Turco | Súmula | Iberê     | Renda: Cr$ 1.540,00 Árbitro: Leão |

| 14 de dezembro de 1952 | São Francisco Sport Club     | 4 – 3  | Atlético Goianiense    | Manoel Demóstenes                                   |
|                        | Laudo , · Célio · Walker 89' | Súmula | , 39' Dimas · 40' Bebé | Renda: Cr$ 1.905,00 Árbitro: Marcolino Drumond Lage |

O Atlético deixou o campo, após o São Francisco assinalar o gol de pênaltis aos 44 minutos do segundo tempo. Um dos gols do São Francisco é apontado para o jogador Walker, mas ele não aparece na escalação.
Segunda Rodada
| 20 de dezembro de 1952 | Atlético Goianiense | 0 – 3  | Goiás             | Antônio Accioly         |
|                        |                     | Súmula | , Eudes · Zé Luiz | Árbitro: Hélio Teixeira |

| 21 de dezembro de 1952 | Goiânia                       | 3 – 2  | São Francisco Sport Club | Estádio Olímpico     |
|                        | Cisquinho · Foca · Thomazinho | Súmula | Célio · Laudo            | Árbitro: Túlio Leite |

Terceira Rodada
| 28 de dezembro de 1952 | Goiás           | 2 – 7  | Goiânia                                        | Estádio Olímpico                            |
|                        | Eudes · Zé Luíz | Súmula | , Foca · Elson Salsicha · Betinho · João Preto | Renda: Cr$ 1.650,00 Árbitro: Hélio Teixeira |

| 28 de dezembro de 1952 | Anapolina           | 4 – 2  | Atlético Goianiense | Manoel Demóstenes    |
|                        | ? 2' · ? · Nego · ? | Súmula | , Epitácio          | Árbitro: Túlio Leite |

Quarta Rodada
| 4 de janeiro de 1953 | Anapolina | 0 – 4  | Goiânia                                         | Manoel Demóstenes       |
|                      |           | Súmula | Elson Salsicha · , 47' João Preto · 81' Betinho | Árbitro: Hélio Teixeira |

| 4 de janeiro de 1953 | Goiás   | 1 – 1 | São Francisco Sport Club | Estádio Olímpico      |
|                      | Zé Luiz |       | Negrinho                 | Árbitro: Agenor Gomes |

Quinta Rodada
| 11 de janeiro de 1953 | Goiânia               | 2 – 3  | Atlético Goianiense          | Estádio Olímpico        |
|                       | Elson Salsicha · Foca | Súmula | Epitácio · Fábio · Tocafundo | Árbitro: Hélio Teixeira |

| 11 de janeiro de 1953 | Anapolina           | 3 – 0  | São Francisco Sport Club | Manoel Demóstenes    |
|                       | Leônidas , · Gaúcho | Súmula |                          | Árbitro: Túlio Leite |

Sexta Rodada
| 18 de janeiro de 1953 | Atlético Goianiense | 2 – 0  | São Francisco Sport Club | Antônio Accioly                            |
|                       | Dimas 69', 72'      | Súmula |                          | Renda: Cr$ 2.715,00 Árbitro: José Fiorotti |

Na preliminar, o Atlético venceu o São Francisco por 5 a 0, com gols de Léo (4) e Bebé.
| 18 de janeiro de 1953 | Anapolina | 4 – 3 | Goiás | Manoel Demóstenes    |
|                       |           |       |       | Árbitro: Túlio Leite |

Sétima Rodada
| 25 de janeiro de 1953 | Goiás   | 2 – 3  | Atlético Goianiense | Estádio Olímpico           |
|                       | Eudes , | Súmula | , Preto · Fábio     | Árbitro: Geraldo Cassemiro |

| 25 de janeiro de 1953 | São Francisco Sport Club | 1 – 2 | Goiânia | Manoel Demóstenes |
|                       |                          |       |         |                   |

Oitava Rodada
| 31 de janeiro de 1953 | Goiânia             | 2 – 1  | Goiás | Estádio Olímpico |
|                       | Betinho · Cisquinho | Súmula | Eudes |                  |

| 1 de fevereiro de 1953 | Atlético Goianiense                            | 5 – 1  | Anapolina | Antônio Accioly |
|                        | Epitácio 20', 48', 54' · Dimas 61' · Fábio 85' | Súmula | 72' Zezé  |                 |

Nona Rodada
| 8 de fevereiro de 1953 | Goiânia    | 2 – 0  | Anapolina | Estádio Olímpico     |
|                        | Foca , 70' | Súmula |           | Árbitro: Túlio Leite |

| 8 de fevereiro de 1953 | São Francisco Sport Club | 1 – 5  | Goiás                        | Manoel Demóstenes |
|                        | Nenca                    | Súmula | , Zé Luiz · Eudes · Segurado | Árbitro: Gigante  |

Décima Rodada
| 14 de fevereiro de 1953 | Atlético Goianiense | 1 – 2  | Goiânia      | Antônio Accioly      |
|                         | Dimas 80'           | Súmula | 1', 65' Foca | Árbitro: Túlio Leite |

| Atlético Goianiense | Goiânia |

## Classificação
| Pos | Equipe                   | PG | J | V | E | D | GP | GS | SG  |
| --- | ------------------------ | -- | - | - | - | - | -- | -- | --- |
| 1   | Goiânia                  | 14 | 8 | 7 | 0 | 1 | 24 | 10 | +14 |
| 2   | Atlético Goianiense      | 8  | 8 | 4 | 0 | 4 | 19 | 18 | +1  |
| 3   | Anapolina                | 7  | 7 | 3 | 1 | 3 | 13 | 17 | -4  |
| 4   | Goiás                    | 6  | 8 | 2 | 2 | 4 | 18 | 19 | -1  |
| 5   | São Francisco Sport Club | 3  | 7 | 1 | 1 | 5 | 9  | 19 | -10 |

### Observação
Não foi encontrado nenhum registro entre São Francisco x Anapolina no segundo turno. Provavelmente os times não disputaram a partida por não terem mais chances de vencer o campeonato.

## Premiação
| Super Campeonato Goiano 1952 |
| ---------------------------- |
| Goiânia Campeão (1º título)  |